# HAT-P-4b
HAT-P-4b es un planeta extrasolar que orbita la estrella BD+36º2593 a más de 1000 años luz de distancia en la constelación de Bootes. Fue descubierto por medio de un tránsito astronómico el 21 de octubre de 2007. Es el cuarto planeta detectado por el Proyecto HATNet.
El planeta es un típico Júpiter caliente, con un 68% de la masa y un 127% del radio de Júpiter. Dado que se conoce la inclinación del sistema, la masa real del planeta ha sido calculada. Posee el 41% de la densidad del agua (un 33% la de Júpiter).
El planeta orbita su estrella a un 4,46% de la distancia orbital que ocupa la Tierra, en poco más que tres días por revolución, viajando con una velocidad orbital promedio de 158,55 km/s.